# Giuseppe Antonio Taruffi
Pour les articles homonymes, voir Taruffi.
Giuseppe Antonio Taruffi est un poète italien du 18e siècle.

## Biographie
Giuseppe Antonio Taruffi nait à Bologne, en 1722, et fait ses études chez les jésuites de cette ville. Obligé, par la volonté de sa famille, de se consacrer à la jurisprudence, il est reçu docteur en 1739, et se rend à Rome pour achever ses études. Ayant alors perdu son père, il revient à ses premiers goûts littéraires et se livre avec beaucoup d’ardeur à son goût pour la poésie. Il accompagne plus tard en Pologne, comme secrétaire, le cardinal Visconti, nommé nonce apostolique dans cette contrée, et se fait tellement estimer de ce prélat, qu’il est nommé auditeur et chancelier de la nonciature. Lorsque le cardinal retourne en Italie, Taruffi reste à Vienne, où il est chargé des affaires de la cour de Rome. C’est alors qu’il se lie avec Métastase, qui le consulte, et lui donne, de son côté, d’excellents avis. Lorsque le pape Clément XIV nomme un autre internonce, Taruffi revient à Rome, où il se consacre tout entier à la culture des lettres. Il meurt dans cette ville le 20 avril 1786. Ses principaux ouvrages sont divers Recueils de poésies, Rome, 1760, et un Éloge de Métastase , Rome, 1783.